# 日本石鹸洗剤工業組合
日本石鹸洗剤工業組合（にほんせっけんせんざいこうぎょうくみあい、英文名称Japan Soap and Detergent Industory　Association、略称JSDIA）は、石鹸や洗剤を製造・販売する中小企業のメーカーによる業界団体。

## 概要
- 理事長 - 奥中　泰征（㈱マスター　代表取締役社長）[2][3]
- 活動内容 - 全国の石鹸や洗剤を製造する中小企業（会員５１社）が集まり、経営の合理化や人材育成等を目的に活動し、販売業者並びに消費者に正しいサービスをしながら組合員の経営の安定や発展を目指して事業を実施。事業活動として、企業経営の改善に寄与する研修会、企業戦略・市場動向に係わる調査分析、製造技術などの関連特許の情報収集、指定統計・自主統計資料の作成などを実施し、組合員の企業活動に貢献しています。
- 部会活動　-石鹸洗剤部会、技術部会、業務部会、環境安全部会

## 沿革[4]
- 昭和33年3月 - 中小企業安定法に基づく日本石鹸調整組合設立
- 昭和33年4月 - 中小企業団体法に基づく日本石鹸工業組合に組織変更
- 昭和48年      - 日本洗剤石鹸工業組合に名称変更
- 2018年5月　-創立６０周年[5]
- 2025年5月　-東日本支部と中日本支部が統合し、東日本支部と西日本支部の２支部体制へ[6]

## 組合員[7]
2025年5月30日現在、東日本支部　組合員
- 旭合成化学㈱ 　-各種洗剤・化学品の製造及び販売
- ㈱イーグルスター　-洗浄剤,ワックスの製造,販売
- ヱスケー石鹸㈱　-粉石鹸、化粧石鹸、固形石鹸、液体石鹸、歯磨き、シャンプーリンス等
- ㈱カゴメ　-クレンザー、洗剤、ペットシャンプー等
- カネヨ石鹸㈱　-石鹸、洗剤、クレンザーの製造加工並びに販売、薬用石鹸の製造加工並びに販売
- 協同石鹸㈱　-各種洗剤製造及び販売、石鹸の販売
- ㈱コープクリーン　-コープブランドの洗剤、石鹸、化粧品
- ゾーシン㈱　-業務用・工業用洗剤石鹸等製造販売
- ㈱第一化学工業所　-業務用化粧品・業務用洗剤の受託製造
- 第一石鹸㈱　 - 各種石鹸、洗剤、各種トイレタリー類、化粧品医薬部外品の製造販売
- 太陽油脂㈱　-各種石けん、ハミガキ類、基礎化粧品の製造販売
- 玉の肌石鹸㈱　-化粧石鹸、ヘアケア製品、化粧品などの製造販売並びに研究開発
- ブラン㈱　-化粧品製造販売、デザイン事業
- 松山油脂㈱　-化粧石けん、透明石けん、スキンケア化粧品の製造販売
- マルフクケミファ㈱　-洗剤の製造販売
- ミクニ化学工業㈱　-透明石鹸・化粧石鹸の製造及び販売
- ミツエイ㈱　-ハウスホールド製品、トイレタリー製品、医薬部外品の製造販売
- ミマスクリーンケア㈱　-各種洗剤・化粧品等の製造販売
- ミヨシ石鹸㈱　-各種石けんの企画開発および製造販売
- 洋明化学㈱　-合成洗剤製造及び販売
- ㈱友和　-各種洗浄剤(洗剤)、溶剤、ケミカル製品の製造販売
- 四ツ葉油化㈱　-医薬部外品、化粧品の受託製造及び販売
- 暁石鹸㈱　-石鹸の製造販売
- ㈱エコクリーンシステム
- 熊野油脂㈱　-化粧品の製造販売
- 白井石鹸㈱　-石鹸、洗剤及び化粧品の製造販売
- 長良化学工業㈱　-化粧品、日用品、雑貨品の製造販売及び化粧品等の輸入代行
- 名古屋エアゾール㈱　-エアゾール製品及び液体製品の委託製造
- ㈱フタバ化学　-化粧品、石鹸洗剤の製造及び販売
- ㈱ヘルス　-医薬部外品、化粧品の製造販売
- ㈱堀田勘兵衛商店　-各種洗剤の製造及び販売
- マツミ石鹸工業㈱　-石鹸、洗剤、洗浄剤製造業
- 明粧洗剤㈱　-洗剤製造

2025年5月30日現在、西日本支部　組合員
- イワタニ理化㈱ - 石鹸・洗剤・化粧品・入浴剤の製造ならびに販売
- ㈱コスモビューティ - 各種洗剤・化粧品・医薬部外品・医薬品の製造販売
- ㈱サコ・サイエンス - 洗剤・化粧品製造
- セッツ㈱ - 各種油脂・各種洗剤・化粧品医薬部外品の製造販売
- 第一石鹸㈱（九州事業場・九州工場) - 合成洗剤製造販売
- 大同油脂工業㈱ - 各種石鹸洗剤の製造販売
- 千代田化学工業㈱ - 石鹸製造・医薬部外品製造業
- ㈱テシマ化研 - 洗剤・化粧品の原料販売及び商品企画
- ㈱東邦 - 石けん・洗剤・化粧品・医薬部外品の製造及び販売
- 長野油化工業㈲ - 各種洗剤類・脂肪酸メチルエステル・微生物発酵資材製造
- ㈱ニイタカ - 業務用洗剤・洗浄剤・固形燃料・業務用厨房機器関連　他
- 日本合成洗剤㈱　-各種洗剤、石鹸の製造販売及び各種PB開発、OEM生産の委託
- ㈱ハイネリー - 石けん製造販売
- 播磨油脂工業㈱ - 船舶進水用潤滑剤の製造販売
- ㈱フェニックス - 化粧石鹸・液体洗浄剤の製造販売
- ㈱マスター  - 各種化粧石鹸・ホテルソープ・ギフトソープの製造と販売
- ライオンケミカル㈱　-蚊取り線香をはじめとする家庭用殺虫剤、及び日用品（洗浄剤・芳香消臭剤・浴用剤など）の製造販売
- ロケット石鹸 - 各種洗剤・香粧品・医薬部外品の製造販売